# Сјерадз
Сјерадз (пољ. Sieradz) град је у Пољској у Војводству лођском. По подацима из 2012. године број становника у месту је био 43.651.

## Становништво
| 2012.  |
| ------ |
| 43,651 |